# Gianni Baghino
Gianni Baghino, all'anagrafe Giovanni Nedo Baghino (Carloforte, 25 giugno 1919 – Carloforte, 23 aprile 1995), è stato un attore italiano.
Dotato di una corporatura robusta, uno sguardo torvo e una voce profonda e greve, Gianni Baghino è stato caratterista in un importante numero di pellicole, spesso commedie, interpretando quasi sempre il ruolo del personaggio popolare, talvolta losco, dall'accento romanesco.

## Biografia
Dopo una discreta carriera da pugile, nel 1947 esordì al cinema interpretando la parte del ladro ne Il Passatore di Duilio Coletti e in seguito lavorò con molti tra i più grandi registi italiani, come Federico Fellini in Le notti di Cabiria (1957) e La dolce vita (1960), Mario Monicelli in La grande guerra (1959) e Dino Risi ne Il mattatore (1959).
Assidue furono anche le sue collaborazioni con Totò e Alberto Sordi, assieme ai quali apparve in Accadde al penitenziario (1955) di Giorgio Bianchi, Ladro lui, ladra lei (1958) di Luigi Zampa, Totò diabolicus (1962) di Steno, e Il monaco di Monza (1963) di Sergio Corbucci.
Come molti altri caratteristi della sua generazione, però, terminati i fasti della commedia all'italiana, dovette apparire in film minori come Sturmtruppen (1976) di Salvatore Samperi e Il tassinaro (1983) di Alberto Sordi; tuttavia, tra i suoi ultimi film si assicurò comunque un ruolo di grande classe, quello dell'impiegato delle poste ne Le due vite di Mattia Pascal (1985) di Mario Monicelli.
Morì in seguito a una trombosi cerebrale il 23 aprile 1995, all'età di 75 anni, nel suo paese natale.

## Filmografia
- Il Passatore, regia di Duilio Coletti (1947)
- La sposa non può attendere, regia di Gianni Franciolini (1949)
- Sette ore di guai, regia di Vittorio Metz e Marcello Marchesi (1951)
- L'eroe sono io, regia di Carlo Ludovico Bragaglia (1952)
- Imbarco a mezzanotte, regia di Joseph Losey (1952)
- Totò e Carolina di Mario Monicelli (1953)
- Un giorno in pretura, regia di Steno (1953)
- Lo scocciatore (Via Padova 46), regia di Giorgio Bianchi (1953)
- Suor Maria, regia di Luigi Capuano (1955)
- Accadde al penitenziario, regia di Giorgio Bianchi (1955)
- La donna più bella del mondo, regia di Robert Z. Leonard (1955)
- Un eroe dei nostri tempi, regia di Mario Monicelli (1955)
- Il cavaliere dalla spada nera, regia di Luigi Capuano e László Kish (1956)
- Serenata al vento, regia di Luigi Latini De Marchi (1956)
- Amaramente, regia di Luigi Capuano (1956)
- Primo applauso, regia di Pino Mercanti (1957)
- Ricordati di Napoli, regia di Pino Mercanti (1957) - non accreditato
- Le notti di Cabiria, regia di Federico Fellini (1957)
- La ragazza del Palio, regia di Luigi Zampa (1957)
- Ladro lui, ladra lei, regia di Luigi Zampa (1958)
- Perfide ma... belle di Giorgio Simonelli (1958)
- Uomini e nobiluomini, regia di Giorgio Bianchi (1959)
- Il mattatore, regia di Dino Risi (1959)
- La grande guerra, regia di Mario Monicelli (1959)
- L'arciere nero, regia di Piero Pierotti (1959)
- I baccanali di Tiberio, regia di Giorgio Simonelli (1960)
- La dolce vita, regia di Federico Fellini (1960)
- A noi piace freddo...!, regia di Steno (1960)
- I pirati della costa, regia di Domenico Paolella (1960)
- Il terrore dei mari, regia di Domenico Paolella (1961)
- Totò diabolicus, regia di Steno (1962)
- I due colonnelli, regia di Steno (1962)
- Il monaco di Monza, regia di Sergio Corbucci (1963)
- Totò contro i quattro, regia di Steno (1963)
- Totò sexy, regia di Mario Amendola (1963)
- Zorro contro Maciste, regia di Umberto Lenzi (1963)
- Golia e il cavaliere mascherato, regia di Piero Pierotti (1964)
- Amore facile, regia di Gianni Puccini (1964)
- Il colosso di Roma, regia di Giorgio Ferroni (1964)
- Assassinio made in Italy, regia di Silvio Amadio (1965)
- Assalto al tesoro di stato, regia di Piero Pierotti (1966)
- Due cuori, una cappella, regia di Maurizio Lucidi (1975)
- Sturmtruppen, regia di Salvatore Samperi (1976)
- Un borghese piccolo piccolo, regia di Mario Monicelli (1977)
- Buone notizie, regia di Elio Petri (1979)
- Arrivano i gatti, regia di Carlo Vanzina (1980)
- In viaggio con papà, regia di Alberto Sordi (1982)
- Il tassinaro, regia di Alberto Sordi (1983)
- Mi faccia causa, regia di Steno (1984)
- Le due vite di Mattia Pascal, regia di Mario Monicelli (1985)
- Il ragazzo del Pony Express, regia di Franco Amurri (1986)
- Troppo forte, regia di Carlo Verdone (1986)
- I picari, regia di Mario Monicelli (1987)
- Da grande, regia di Franco Amurri (1987)
- Mario, Maria e Mario, regia di Ettore Scola (1993)